# Omtrent Oscar
Omtrent Oscar is het 131ste stripverhaal van De Kiekeboes. Dit album voor de reeks van Merho werd door striptekenaar Kristof Fagard getekend, inkt door Peter Koeken. Het album verscheen op 15 februari 2012.

## Verhaal
Het gaat niet goed met Moemoe. Ze wordt opgenomen in een tehuis voor dementerende bejaarden. Lijdt ze aan de kanariegriep? En wat is de link met de stalker van Tomboy? Marcel en Charlotte besluiten haar appartement te verkopen aan Philippe Meubels. Tijdens het opruimen ontdekt Marcel de dagboeken van Moemoe. Hij begint er in te lezen en ontdekt een familiegeheim dat zijn leven voor altijd zal veranderen…

## Achtergronden bij het verhaal
- Ben Geylaert komt van ik ben een geilaard
- De gemeente Steenworp is gebaseerd op Steendorp, een deelgemeente van Temse. Het is tevens een woordspeling op de uitdrukking "dat dorp ligt een steenworp verwijderd."
- De kanariegriep is een parodie op de vogelgriep
- Megadom is afgeleid van methadon
- In café Opizop geldt de regel op is op
- Inspecteur Salopaer komt van salopard, Frans voor "schurk"
- Dr. Jack Kill en Claire Hide zijn gebaseerd op Dr. Jekyll and Mr. Hyde
- De Vlaamse komieken Philippe Geubels en Alex Agnew hebben een cameo als opkoper Philippe Meubels en zijn helper Alex.
- De Hoxelvijver verwijst naar okselvijvers, grote zweetplekken onder de oksels
- Magda Nuwelle en Candy Nuwelle zijn verbasteringen van de uitdrukkingen mag dat nu wel? en kan dit nu wel?
- Op pagina 15 heeft Kabouter Wesley een cameo.
- Op pagina 9 zie je een foto van Adam Savage en Jamie Hyneman van Mythbusters aan Konstantinopel's kamermuur hangen.